# Bargy Castle
Bargy Castle er en normannisk fæstning, der ligger nær landsbyen Tomhaggard i baroniet Bargy, County Wexford, Irland, omkring 12 km sydvest for Wexford. Navnet er afledt af Ui Bhairrche, der er navnet på en lokal stamme.
Bygningen består af et kvadratisk keep med to fløje i en vinkel, der er blevet tilføjet i 1400- og 1600-tallet. Keepet er i god stand, da det er blevet renoveret flere gange.